# 玻璃圈
玻璃圈是民国六、七十年代臺灣社會对男同性恋社群的代称，而玻璃则为男同性恋者的代称，但是由于隐含偏见，近代已经变得很少用。

## 出处
- 「玻璃」一詞在黑話中用來指稱臀部，但後來則與肛交聯繫在一起，演變成男同性戀的代名詞。
- “玻璃”一词的汉语拼音缩写“BL”，与“少年爱”的英文Boy's Love的缩写相同，因而被用来指代“男同性恋”。
- 有一种观点认为是《红楼梦》中“芳官的匈奴扮相”引出了“玻璃”一词：

……忽听宝玉叫“耶律雄奴”，把佩凤、偕鸳、香菱三个人笑在一处，问是什么话，大家也学着叫这名字，又叫错了音韵，或忘了字眼，甚至于叫出“野驴子”来，引的合园中人凡听见无不笑倒。宝玉又见人人取笑，恐作践了他，忙又说：“海西福朗思牙，闻有金星玻璃宝石，他本国番语以金星玻璃名为‘温都里纳’。如今将你比作他，就改名唤叫‘温都里纳’可好？”芳官听了更喜，说：“就是这样罢。”因此又唤了这名。众人嫌拗口，仍翻汉名，就唤“玻璃”。